# Horst Gnas
Horst Gnas (Dessau, Saxònia-Anhalt, 3 de setembre de 1941) va ser un ciclista alemany que s'especialitzà en el ciclisme en pista. Va destacar sobretot en la prova de mig fons on va guanyar tres medalles d'or als Campionats del món de mig fons amateur.

## Palmarès en pista
- 1971
  -  Campió del món en Mig fons amateur
- 1972
  -  Campió del món en Mig fons amateur
- 1973
  -  Campió del món en Mig fons amateur